# 霍利克冰流
85°17′S 132°00′W / 85.283°S 132.000°W
霍利克冰流（英語：Horlick Ice Stream），是南極洲的冰流，位於瑪麗伯德地，美國地質調查局根據測量和美國海軍拍攝的空中照片繪入地圖，現時由南極條約體系管理。